# 5. Flak-Division
La 5. Flak-Division (5e division de Flak) est une division de lutte antiaérienne de la Luftwaffe allemande au sein de la Wehrmacht durant la Seconde Guerre mondiale.

## Historique

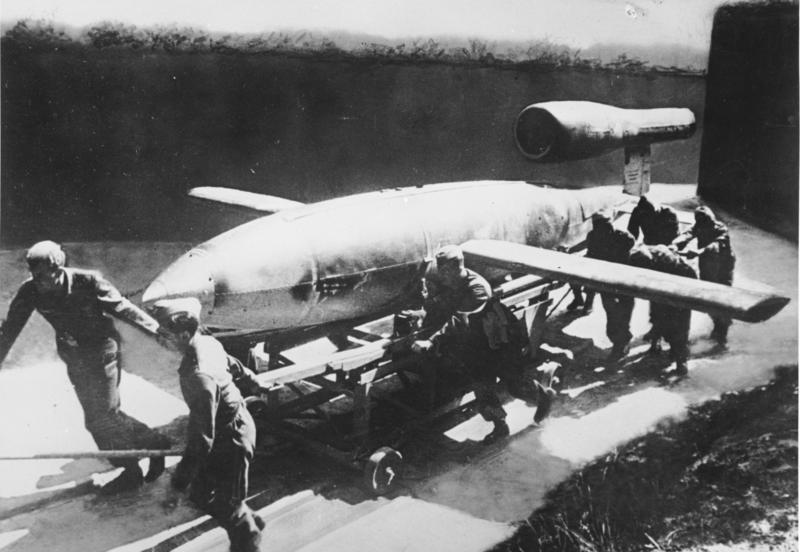
Soldat de la 5. Flak-Division menant un V1 sur son pas de tir

La 5. Flak-Division est mise sur pied le 1er septembre 1941 à Darmstadt à partir du Luftverteidigungskommando 5.
En avril 1942, le Stab/Flakscheinwerfer-Regiment 139 (Flakscheinwerfergruppe Darmstadt) rejoint la division.

Elle est transférée en décembre 1942 pour la protection des champs pétrolifères, la division est en ce moment-là constituée du Stab/Flak-Regiment 180 (mot.) et du Stab/Flak-Regiment 202 (mot.).
L'état-major est transférée en Italie du Nord (Quartier général à Milan) en septembre 1943 pour prendre le contrôle de toutes les unités de Flak, mais retourne à Ploiești en novembre 1943.
La division est détruite le 31 août 1944, et les survivants sont absorbés par la 15. Flak-Division. L'état-major est retiré sur l'Allemagne, et est dissous.
La division est reformée en décembre 1944 dans la zone de Hambourg-Bad Segeberg en tant que 5. Flak-Division (W), pour contrôler toutes les unités de V1 et V2.
Elle se rend en mai 1945 dans la région de Hambourg.

## Commandement
| Début              | Fin              | Grade           | Nom                |
| ------------------ | ---------------- | --------------- | ------------------ |
| 1er septembre 1941 | 15 avril 1942    | Generalleutnant | Kurt Menzel        |
| 18 avril 1942      | 12 novembre 1942 | Generalleutnant | Georg Neuffer (en) |
| 13 novembre 1942   | 31 août 1944     | Generalmajor    | Julius Kuderna     |
| Reformation        |                  |                 |                    |
| 15 novembre 1944   | 6 février 1945   | Oberst          | Eugen Walter       |
| 6 février 1945     | 8 mai 1945       | Generalmajor    | Max Wachtel        |

### Chef d'état-major(Ia)
| Début              | Fin        | Grade     | Nom                 |
| ------------------ | ---------- | --------- | ------------------- |
| 1er septembre 1941 | Avril 1944 | Hauptmann | Fritz Lösche        |
| Avril 1944         | Août 1944  | Major     | Hans-Joachim Schulz |
| Reformation        |            |           |                     |
| 24 novembre 1944   | 1945       | Major     | Mordhorst           |
| Février 1945       | Mai 1945   | Hauptman  | Gerhard Grothues    |

## Organisation

### Rattachement
| Début              | Fin               | Commandement               |
| ------------------ | ----------------- | -------------------------- |
| 1er septembre 1941 | 1er janvier 1943  | Luftgau-Kommando XII       |
| 1er janvier 1943   | Avril 1944        | Luftwaffen-Kommando Südost |
| Avril 1944         | 1er novembre 1944 | Luftflotte 4               |
| 1er novembre 1944  | Avril 1945        | LXV. Armeekorps            |
| Avril 1945         | 8 mai 1945        | Flakkorps z.b.V.           |

### Unités subordonnées
Formation le 1er septembre 1941 :
- Stab/Flak-Regiment 29 (Flakgruppe Frankfurt/Main)
- Stab/Flak-Regiment 49 (Flakgruppe Mannheim)
- Stab/Flakscheinwerfer-Regiment 109 (Flakscheinwerfergruppe Darmstadt) (à partir d'octobre 1941)
- Stab/Flakscheinwerfer-Regiment 119 (Flakscheinwerfergruppe Frankfurt/Main) (à partir d'octobre 1941)
- Luftnachrichten-Abteilung 125

Organisation au 1er novembre 1943 :
- Stab/Flak-Regiment 180 (mot.) à Ploiești
- Stab/Flak-Regiment 202 (mot.) à Constanza
- Luftnachrichten-Betriebs-Kompanie 125

Organisation au 1er août 1944 (QG Bucarest) :
- Stab/Flak-Regiment 180 (mot.) à Ploiești
- Stab/Flakscheinwerfer-Regiment 188 à Ploiești
- Stab/Flak-Regiment 202 (mot.) à Constanza
- Luftnachrichten-Abteilung 125
- Nebel-Abteilung der Luftwaffe 4
- 5. Flak-Brigade (rum.)
- Flak-Transport-Bttr. 48./XI

Reformation en décembre 1944 :
- Flak-Regiment 155 (W)
- Flak-Regiment 255 (W)
- Luftnachrichten-Betriebs-Kompanie 125
- Luftnachrichten-Abteilung 155 (W)

### Livres
- Georges Bernage & François de Lannoy, Dictionnaire historique de la Luftwaffe et de la Waffen-SS, Éditions Heimdal, 1998
- (de) Karl-Heinz Hummel:Die deutsche Flakartillerie 1935 - 1945 - Ihre Großverbände und Regimenter, VDM Heinz Nickel, 2010